# Arturo Paredes
Arturo Paredes (ur. 6 października 1913, zm. ?) – piłkarz peruwiański noszący przydomek Tanquecito, napastnik.
Był rezerwowym zawodnikiem reprezentacji Peru podczas igrzysk olimpijskich w 1936 w Berlinie.
Wziął udział w nieudanym turnieju Copa América 1937, gdzie Peru zajęło ostatnie, szóste miejsce. Paredes zagrał w trzech meczach – z Argentyną, Chile i Paragwajem (zastąpił na boisku Jorge Alcalde).
W 1937 roku Paredes razem z klubem Sport Boys Callao zdobył tytuł mistrza Peru.
Jako piłkarz klubu Sport Boys wziął udział w turnieju Copa América 1939, gdzie Peru zdobyło tytuł mistrza Ameryki Południowej. Paredes zagrał we wszystkich czterech meczach – z Ekwadorem, Chile, Paragwajem i Urugwajem.
Paredes w latach 1937–1939 rozegrał w reprezentacji Peru 9 meczów i zdobył 1 bramkę.